# Otto (Waldsassen)
Otto war Abt des Klosters Waldsassen von 1302 bis 1304.
Otto wirkte nach Kaspar Brusch abweichend von 1306 bis 1308.